# Polskie Nagrody Filmowe
Les Prix du cinéma polonais (en polonais : Polskie Nagrody Filmowe), surnommés « Orły » (« Aigles du cinéma polonais »), sont des récompenses de cinéma polonaises décernées par la Polska Akademia Filmowa (« Académie polonaise du cinéma ») depuis 1999.

## Catégories de récompense
- Meilleur film (Najlepszy film)
- Meilleur réalisateur (Najlepsza reżyseria)
- Meilleur acteur (Najlepsza główna rola męska)
- Meilleure actrice (Najlepsza główna rola kobieca)
- Meilleur acteur dans un second rôle (Najlepsza drugoplanowa rola męska)
- Meilleure actrice dans un second rôle (Najlepsza drugoplanowa rola kobieca)
- Meilleur scénario (Najlepszy scenariusz)
- Meilleur film européen (Najlepszy film europejski)
- Meilleure musique (Najlepsza muzyka) (od 1999 roku)